# Dichordophora phoenix
Dichordophora phoenix là một loài bướm đêm trong họ Geometridae.